# Nupserha hintzi
Nupserha hintzi là một loài bọ cánh cứng trong họ Cerambycidae.